# Khalid ibn Abd al-Aziz
Khalid bin Abdulaziz Al Saud (arabisch خالد بن عبد العزيز آل سعود, DMG Ḫālid ʿAbd al-ʿAzīz Āl Saʿūd; * 1912 in Riad; † 13. Juni 1982 in Ta'if) war von 1975 bis 1982 König Saudi-Arabiens.

## Leben
Khalid war siebenter Sohn von König Abdulaziz und zweiter der Prinzessin Jawhara bint Musaid Al Jiluwi. Die Großmutter mütterlicherseits entstammt der Al-Sudairi Familie, älterer leiblicher Bruder war Prinz Mohammed bin Abdulaziz Al Saud.
Nach der Erziehung unter Obhut des Vaters und Ausbildung durch hochrangige islamische Geistliche führte Khalid die Regierungsgeschäfte in der Region Mekka, wodurch er Regierungserfahrung erlangte. Am 29. April 1964 wurde er vom älteren Halbbruder Faisal zum Kronprinzen und stellvertretenden Premierminister ernannt. Nach dessen Ermordung folgte er ihm am 25. März 1975 auf den Thron. Er galt als integer, bescheiden und religiös, sich dadurch von den anderen modernen Herrschern der Dynastie der Saud abhebend. Wie der Vater liebte er die Wüste Rub al-Chali und fühlte sich den Nomaden und deren Leben verbunden, weshalb er bis heute von vielen Saudis hoch geschätzt wird.
Im Auftreten ruhig und gutmütig, berief er viele Gipfeltreffen und Konferenzen ein und versuchte im Konsens mit Nachbarn und Volk zu regieren. Eine der ersten Amtshandlungen war die friedliche Beilegung eines Grenzstreits um eine Oase zwischen Saudi-Arabien, Oman und den Vereinigten Arabischen Emiraten. Er war einer der führenden Persönlichkeiten bei der Gründung des Golf-Kooperationsrats 1981. Für Aufsehen sorgte Khalid, als er 1980 aus Protest einen Staatsbesuch nach Großbritannien absagte, weil dort kurz zuvor das Doku-Drama Death of a Princess ausgestrahlt wurde. Dort ging es um Prinzessin Mishaal bint Fahd, Enkelin von Prinz Mohammad bin Abdulaziz, die wegen Ehebruch von ihrem Großvater, dem leiblichen Bruder Chalids, hingerichtet wurde. Der Staatsbesuch fand infolgedessen einige Monate später statt. Unter dem Vorwand gegen kommunistische Bewegungen vorzugehen, ließ Khalid 1982 mehrere F-15 aus den USA kaufen. Der Regierungsstil entsprach von allen saudischen Königen am ehesten dem eines guten islamischen Herrschers angemessenen, auf der Schura beruhenden traditionellen Prinzip. Jede Art der Demokratisierung des politischen Systems wie auch eine konstitutionelle Monarchie lehnte er grundsätzlich ab.
Khalid hatte schwere gesundheitliche Probleme. So wurde er 1972 und 1978 in der Cleveland Clinic in den USA am Herzen operiert. Schon bald an einer Magenkrankheit leidend, starb er am 13. Juni 1982 auf Grund eines Herzinfarktes.
Der Flughafen Riad und die Militärstadt König Khalid sind nach ihm benannt. Es gibt auch eine König-Khalid-Stiftung.
Nachfolger als König von Saudi-Arabien wurde Khalids Halbbruder Fahd ibn Abd al-Aziz.

## Familie
König Khalid hat aus sechs Ehen sechs Söhne und acht Töchter. Sein Sohn Faisal bin Khalid war Gouverneur der Provinz Asir. Seine Tochter Moudi bint Khalid ist eine der ersten Frauen, die Mitglied der Beratenden Versammlung wurden. Sie heiratete ihren Cousin Abdul Rahman bin Faisal, einen Sohn König Faisals, und ist Mutter von zwei Töchtern und einem Sohn.